# 4er-Tisch
4er-Tisch ist eine vor allem in Deutschland gespielte Spezialdisziplin des Tischtennis. Hierbei werden vier Tische zu einem großen zusammengestellt; so wird ein um das vierfache vergrößertes Spielfeld erzeugt.

## Regelwerk
Das Regelwerk ähnelt dem im Tischtennis. Die hauptsächlichen Unterschiede sind die vierfache Tischgröße und die erhöhte Netzhöhe von 32 cm  (im Gegensatz zu 15,25 cm beim Tischtennis). Der Ball darf außerdem zweimal auf der gegnerischen Plattenhälfte aufspringen, und analog zum Tennis hat jeder Aufschläger jeweils zwei Versuche pro Aufschlag.

## Turniere
Von 2013 bis 2019 wurde jedes Jahr eine Turnierserie mit verschiedenen regionalen Turnieren durchgeführt. Außerdem gab es jedes Jahr eine 4er-Tisch-Weltmeisterschaft, bei der auch Profispieler wie Steffen Mengel und Ruwen Filus  teilnahmen. Diese wurde seit 2015 in Altenkirchen durchgeführt und war das größte jährliche 4er-Tisch-Event. Im Jahr 2020 wurde die Turnierserie aufgrund der Corona-Pandemie abgebrochen.
Im Juli 2024 fand in Erkner (Deutschland) die erste Europameisterschaft im Einzel- und Doppelwettbewerb statt. Felix Wilke vom SV Union Salzgitter (Deutschland) wurde sowohl im Einzel als auch im Doppel, gemeinsam mit Nils Schulze vom SV Union Salzgitter (Deutschland), Europameister.
Im Juli 2025 findet die zweite Europa Europameisterschaft im Einzel- und Doppelwettbewerb in Erkner (Deutschland) statt. Für 2026 ist eine 4er-Tisch-Weltmeisterschaft in der nähe von Heilbronn geplant.